# The Batman
The Batman er en amerikansk spillefilm fra 2022 instrueret af Matt Reeves.

## Medvirkende
- Robert Pattinson som Bruce Wayne / Batman
- Zoë Kravitz som Selina Kyle
- Paul Dano som Edward Nashton
- Jeffrey Wright som James Gordon
- John Turturro som Carmine Falcone
- Andy Serkis som Alfred Pennyworth
- Colin Farrell som Oswald "Oz" Cobblepot / Pingvinen